# Каменяр
«Каменяр» — украинское издательство.
Полное название — Государственное предприятие «Всеукраинское государственное многопрофильное издательство „Каменяр“» (укр. Державне підприємство „Всеукраїнське державне багатопрофільне видавництво „Каменяр”).
Осуществляет выпуск издательской продукции для массового читателя и научных изданий. Выпуск книг по заказу и за счет средства авторов, предоставляет редакционно-издательские услуги (копирование и составления текстов, редактирование, художественное оформление, изготовление оригинал-макетов изданий и т. п.), осуществляет оптовую торговлю книгами — как собственного производства, так и других издательств.

## История
Ведëт своё начало от основанного осенью 1939 года, после присоединения Западной Украины к Союзу ССР Львовского областного газетного издательства.
К началу Великой Отечественной войны Советского Союза 1941—1945 гг. выпустило 7 книг и брошюр общим объемом 60 учетно-издательских листов, тиражом 2000 экземпляров, а также 9 номеров журнала «Литература и искусство» (укр. «Література і мистецтво») (после войны выходил под названием «Советский Киев», «Жовтень», ныне — «Колокол» (укр. «Дзвін»).
В числе первых были опубликованы книги И. Вильде «История одной жизни» (укр. «Історія одного життя») (1940) и С. Тудора «Рождение» (1941).
Во время гитлеровской оккупации работа издательства была приостановлена. 25 января 1945 г. на базе областного газетного издательства «Свободная Украина» (укр. «Вільна Україна») создано книжно-журнальное издательство, которое с 1964 преобразовано в республиканское издательств под современным названием.
В издательстве увидели свет произведения И. Франко, Н. Кобринской, Ульяны Кравченко, М. Павлика, А. Чайковского, Г. Хоткевича, М. Яцкова, после обретения независимости Украиной — сочинения Б. Лепкого, О. Кобылянской, А. Лотоцкого, Р. Купчинского, Д. Блажеëвского, Ю. Опильского и многих др.
Впервые в «Каменяре» выходили новые произведения писателей западноукраинского региона — Д. Павлычко, Р. Иванычука, Р. Лубкивского, М. Хоросницкой, др.
В 1958—1974 выпускалась библиотека рассказов «На добрый вечер» (восстановленная в 1990 г.). «Каменяр» принимает участие в издании межиздательской серии «Школьная библиотека», в 2001 г. начат выпуск «Библиотеки славянской литературы», в рамках программы выпуска литературы на языках национальных меньшинств, так, например, выходят книги на польском языке (А. Мицкевич, Ю. Словацкого, М. Конопницкой, Кароля Войтылы (Иоанна Павла II), Ю. Лободовский, В. Шимборская, Ч. Милош и др.).
В последние годы увидели свет книги по истории Украинской греко-католической церкви, краеведческие произведения, в частности, о Городке Львовской области, Сокале, Яворове, Львове, Теребовле и др.
С издательством сотрудничали художники С. Караффа-Корбут, И. Крислач, Л. Медвидь и др.
Издательство является соучредителем Литературной премии им. Богдана-Игоря Антонича «Приветствие жизни» (основана в 1994 г.).